# Bernard Rancillac
Bernard Rancillac (Paris, 29 de agosto de 1931-29 de noviembre de 2021) fue un pintor y escultor francés. 
Gran parte de su obra mantiene un lenguaje crítico hacia el contexto sociopolítico en el que se encontraba. Fue una de las voces más originales del grupo de artistas que fundó la nueva figuración narrativa francesa, formado en reacción al arte pop americano e inglés que rechazaba los grupos más románticos del Nouveau Réalisme.

## Vida y obra
Bernard Rancillac, nació el 29 de agosto de 1931 en París, criado como el mayor de cinco hermanos. Tras una infancia separado de su origen por causa de la guerra, regresa a Bourg-la-Reine y completa sus estudios en la Lycée Lakanal. En 1949 bajo la presión de la familia se prepara como profesor de dibujo en el taller Met Penninghen.
En 1953 completa su servicio militar y regresa a Francia para ejercer como maestro hasta 1958 que deja la enseñanza. Tras esto comienza sus estudios de grabado en el Atelier 17 de Stanley William Hayter.
Mientras realiza sus estudios, en 1961 gana el premio de pintura en la Bienal de París, Se casa con Marie-Claude Teuma y se instala en la rue des Carmes. En 1962 termina sus estudios de grabado y es en 1963, alrededor de la Galería Fels, cuando se forma el núcleo de la Nueva Figuración. 
En 1965 realiza la exposición Mythologies quotidiennes junto con Gassiot-Talabot y nace su hija Nathalie.
A lo largo de su recorrido artístico Rancillac utiliza un imaginario basado en imágenes populares, fotografías de la prensa, historietas, etc; que emplea como instrumento para criticar situaciones del contexto en el que se situaba, como era el caso de la guerra  de Vietnam que critica a través de un anuncio de ropa interior femenina. Pasando por su lenguaje artístico personajes pertenecientes a los cómics de Disney, políticos, músicos de jazz, etc, su método de trabajo en muchas de sus obras era la proyección de imágenes sobre el lienzo sobre las que pintaba con colores sintéticos, vivos y contrastados que recuerdan a las impresiones comerciales.
Otros temas sociales fueron abordados por Rancillac en 1966, como el debate en torno a la polémica legalización de la píldora anticonceptiva.
Además participó en la producción de pósteres en la Atelier Populaire en mayo de 1968.

## Obra
Esta es una lista de sus principales obras:
- 1961 - Le cœur est un chasseur solitaire, fourrure et objets sur cadre en bois, 230 x 46 cm
- 1961-2007 - Le berger mis à la porte (hommage à Rauschenberg),
- 1962 - Fantômas saute dans le vide, huile, faserit sur toile, collage de drap, 162 x 130 cm
- 1962 - Fantômas aux assises, peinture sur eau forte, 88 x 50 cm
- 1963 - Crayon de couleur sur papier, 27 x 21 cm
- 1963 - Le bal-con, huile, faserit sur toile, 150 X 150 cm
- 1965 - La fiancée de l’espace, huile sur toile, 130 x 97 cm
- 1968 - William Burroughs groupe A, 6 sérigraphies sur polystyrène expansé
- 1970-2000 - Jaune, liège et acrylique sur toile, 89 x 130 cm (copie d’une toile de 1970)
- 1982 - Jimi Hendrix, acrylique sur cube en bois, arête 50 cm , photos dans cadre en bois, 28 x 17 cm
- 1989 - La liberté et la mort, acrylique sur toile, aile de voiture, éventail chinois, 230 x 300 cm
- 1989 - La longue marche, acrylique sur bois, chaussures chinoises, 195 x 130 cm
- 1991 - L’œuf du dragon, acrylique sur toile, objets, photo, 220 x 300 cm
- 1992 - La valise de Bagdad, malle, mannequin, poupées, peluches et acrylique sur toile, 74 x 46 X 31 cm (fermée) - Toile: 42 x 71 cm
- 1992 - La malle de madame Salvain, acrylique sur toile, objets dans les tiroirs, 101 x 54 x 36 cm
- 1998 - La jeune égorgée, acrylique sur toile, 165 x 250 cm
- 2000 - La sénégalaise, acrylique sur toile, 162 x 250 cm
- 2001 - La vénus de Malakoff, acrylique sur toile, 162 x 114 cm
- 2001 - Moment, acrylique sur toile, 165 x 250 cm
- 2002 - Les ombres 3 et 4, acrylique sur 2 toiles, 130 x 292 cm
- 2006 - Hampton vert, acrylique sur toile sur toile découpée et tube fluo, 110 x 150 x 8 cm

## Principales exposiciones individuales[4]
2008 « ArtParis 08 », Grand Palais, Galerie Lélia Mordoch, Paris, France.
2007 « Bernard Rancillac », Espace Pierre Bergé, Bruxelles, Belgique.
2006 « La nuit du batteur », Galerie Thierry Salvador, Paris, France.
« Rancillac », Galerie Prates, Lisbonne, Portugal.
2004 « Rétrospective », Château prieural, Montsempron-Libos, France.
« La Déraison du Monde », Galerie Thierry Salvador, Paris, France.
« Rancillac », palais Carnolès, Menton, France.
« Du sol au plafond », Carré Saint-Vincent, Orléans, France.
« Love and war », Galerie Enst Hilger, Vienne, Autriche.
« La Figuration narrative », Musées de D’Orléans et de Dole, France.
2001 « Morceaux choisis », Galerie Sonia Zannettacci, Genève, Suisse.
2000 « Algérie », I. U . F. M, Lyon, France.
« Rancillac », Palais des Congrès, Paris, France.
1996 « Extrême Occident », Villa Tamaris Pacha, La Seyne-sur-Mer, France.
« La leçon de peinture », Centre Culturel Noroît, Arras, France
(Catalogue: Alain Jouffroy).
1994 « Orient-Occident », Abbaye Saint André, Meymac, France
(Catalogue : Paul Ardenne).
1991 « 1931-61-91 », Galerie Thierry Salvador, Paris, France.
1989 « Cinémonde », Galerie 1900-2000, Paris, France (Catalogue : Viviane Forrester).
1988 « 25 ans d'images provocantes », Galerie Michel Vidal, Paris, France.
1985 « 20 ans de peinture », Institut Français, Athènes, Grèce.
« Images éclatées », Pavillon des Arts, Paris, France (Catalogue : Bernard Noël).
1980 « A la mémoire de... », ARC, Musée d'Art Moderne de la Ville de Paris, Paris, France
(Catalogue : Gérald Gassiot-Talabot).
1977 « Les Années Vitamines », Galerie Krief, Paris, France (Catalogue : Anne Tronche).
« Rétrospective », Musée de Tourcoing, Maison de la Culture, Amiens, France
(Catalogue : Michel Troche).
1975 « Jazz et politique », Musée des Beaux Arts, Nancy, France.
1974 « Jazz », Galerie Mathias Fels, Paris, France.
1972 « Der Wind », Kunsthalle Hambourg et Von-der-Heydt Museum, Wuppertal, Allemagne
(Catalogue: Werner Hofmann).
1971 « Le vent », Centre National d'Art Contemporain, Paris, France (Catalogue: Gilbert Mury).
1970 Rétrospective , Musée de Saint-Etienne et de Brest, France (Catalogue : Bernard Ceysson).
1969 « Pornographie », Galerie Daniel Templon, Paris, France.
1967 « L'année 66 », Galerie Mommaton, Paris, France (Catalogue : Pierre Bourdieu).
1965 « Walt Disney », Galerie Mathias Fels, Paris, France (Catalogue : Gérald Gassiot-Talabot).
1963 « Rancillac », Galerie La Roue, Paris, France.

## Principales exposiciones colectivas[4]
2001 « Les Années Pop », Musée d'Art Moderne, Centre Georges Pompidou, Paris, France.
2000 « La Figuration Narrative », Villa Tamaris Pacha, La Seyne-sur-Mer, France.
1999 « I love Pop », Chiostro del Bramante, Rome, Italie (Catalogue : Lôrand Haegyi).
« Pop Impressions », Moma, New York, U.S.A.
1997 « Pop 60 », Centre Culturel de Bellem, Portugal (Catalogue : Marco Livingstone).
1992 « Figurations critiques », ELAC, Lyon, France (Catalogue : Pierre Gaudibert).
1990 « Nouvelle Figuration », Galerie Schwarz, Los Angeles, U.S.A.
1977 « Mythologies quotidiennes II », Musée d'Art Moderne de la Ville de Paris, Paris, France.
1975 « Paris-New York », Musée National d'Art Moderne, Centre Georges Pompidou,
Paris, France.
1970 « Kunst und Politik », Badischer Kunstverein à Karlsruhe,
Musée de Wuppertal et Musée de Francfort, Allemagne.
1968 « Peinture en France 1900-1967 », National Gallery, Londres, Angleterre.
Washington, New York, Boston, Chicago, San Francisco, U.S.A.
1967 « Bande dessinée et Figuration Narrative », Musée des Arts Décoratifs, Paris, France.
1966 « Le Monde en Question », ARC, Musée d'Art Moderne de la Ville de Paris, Paris, France
(Catalogue : Gérald Gassiot-Talabot).
1965 « La Figuration Narrative dans l'art contemporain », Galerie Creuse, Paris, France.
1964 « Mythologies quotidiennes », Musée d'Art Moderne de la Ville de Paris, Paris, France.